# Horse Block
Horse Block är en klippa i territoriet Falklandsöarna (Storbritannien). Den ligger i den västra delen av ögruppen, 220 km väster om huvudstaden Stanley.